# Ікра (кулінарія)

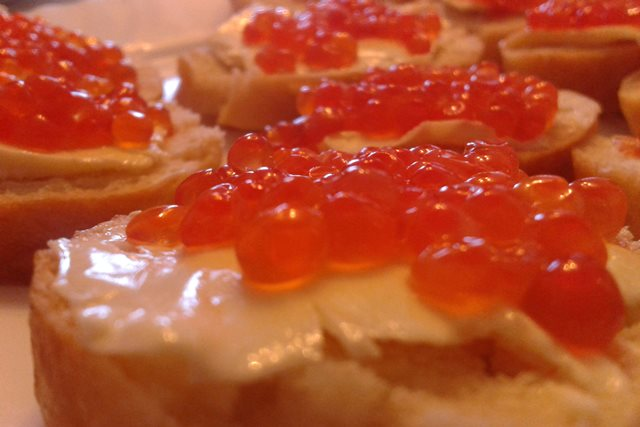
Канапки з червоною ікрою

Ікра́, або кав'я́р (перс. خاویار chāviyār) — риб'яча ікра, солена зі спеціями. Особливо цінується кав'яр з осетрових, але готують і з інших риб, зокрема щуки, судака, окуня тощо. Ще у XVIII ст. кав'яру виробляли так багато, що навіть селяни дозволяли собі його їсти у свята, які траплялися в піст.

## У літературі
І. Котляревський писав
Пили горілку до ізволу
І їли бублики, кав'яр

Е. М. Ремарк. Тріумфальна арка
«Морозов дістав із холодильника чорний хліб, огірки, масло і маленьку баночку кав'яру. — Перекуси. Кав'яр мені подарував головний кухар „Шехерезади“. З великої приязні.»

## Приготування
На притоках далекосхідних річок Амуру та Буреї, де лососеві види риб йдуть на нерест, поширений найпростіший спосіб приготування кав'яру.
- У свіжовиловленої риби підрізається черевна порожнина. Свіжий кав'яр викладається на чисту тканину: марлю, простирадла тощо. Двоє рибалок беруть тканину за кути і ретельно виполіскують ікру в проточній холодній воді прямо в потічку, звідки виловлено рибу. Вода цих ручаїв надзвичайно стрімка, холодна і чиста.
- Після підсолення звичайною кухонною сіллю (злегка) ікра складається в посуд (звичайно це емальовані відра чи каструлі) і накривається кришкою.
- Вдома за необхідності перемивається (як правило — ні; достатньо промивання на місці лову). Далі повторно підсолюється. Якщо вживатиметься протягом місяця — зовсім трошки; якщо на продаж чи для довготривалого зберігання — на кілька секунд в марлі опускається в соляну ропу. Призначене для швидкого вживання викладається в скляні банки під капронову кришку. Те, що на продаж чи ДЗ — закатується під металеву кришку і обмотується фотопапером (чи іншим матеріалом, ще не пропускає світло, напр., фольгою). Зберігатися може продукція в темному прохолодному (не нижче 0 °C; ідеально 3–5 °C) місці (погріб, холодильник, холодна комора).